# Autobahnkreuz Kaarst
Das Autobahnkreuz Kaarst (Abkürzung: AK Kaarst; Kurz: Kreuz Kaarst) ist ein Autobahnkreuz in Nordrhein-Westfalen. Es verbindet die Autobahnen 52 (Teilstück Düsseldorf–Roermond) und 57 (Köln–Krefeld) miteinander.

## Geographie
Das Autobahnkreuz befindet sich zirka zehn Kilometer westlich vom Düsseldorfer Stadtzentrum auf dem Stadtgebiet von Kaarst an der Grenze zur Stadt Neuss.

## Bauform und Ausbauzustand
Das Autobahnkreuz Kaarst hat die Bauform eines Kleeblattes. Die A 52 ist im Kreuz und nach Westen vierspurig, nach Osten sechsspurig ausgebaut. Die A 57 besitzt im Kreuz und nach Norden sechs Fahrstreifen. Nach Süden ist sie siebenspurig, mit vier Spuren Richtung Köln und drei Richtung Krefeld.

## Verkehrsaufkommen
| Von                   | Nach                  | Durchschnittliche tägliche Verkehrsstärke | Durchschnittliche tägliche Verkehrsstärke | Durchschnittliche tägliche Verkehrsstärke | Anteil Schwerlastverkehr | Anteil Schwerlastverkehr | Anteil Schwerlastverkehr |
| Von                   | Nach                  | 2005                                      | 2010                                      | 2015                                      | 2005                     | 2010                     | 2015                     |
| --------------------- | --------------------- | ----------------------------------------- | ----------------------------------------- | ----------------------------------------- | ------------------------ | ------------------------ | ------------------------ |
| AS Kaarst-Nord (A 52) | AK Kaarst             | 63.400                                    | 58.100                                    | 62.900                                    | 06,4 %                   | 07,3 %                   | 06,4 %                   |
| AK Kaarst             | AS Büderich (A 52)    | keine Daten                               | 75.300                                    | 66.600                                    | keine Daten              | 05,3 %                   | 05,0 %                   |
| AS Bovert (A 57)      | AK Kaarst             | 71.600                                    | 62.900                                    | 77.200                                    | 10,9 %                   | 13,3 %                   | 10,1 %                   |
| AK Kaarst             | AS Holzbüttgen (A 57) | 91.800                                    | 81.500                                    | 80.000                                    | 08,8 %                   | 10,3 %                   | 10,5 %                   |